# František Maxa
František Maxa (* 13. Februar 1923 in Horoměřice; † 16. September 2021) war ein tschechoslowakischer Sportschütze. 

## Karriere
František Maxa begann mit dem Sportschießen, als er nach dem Zweiten Weltkrieg seinen Militärdienst antrat. Er stellte nationale Rekorde auf und belegte bei den Olympischen Spielen 1952 im Wettkampf über 50 m mit der Freien Pistole den 15. Platz. Bei den Olympischen Spielen 1956 konnte er sich im Wettkampf über 50 m mit der Freien Pistole auf Platz 12 verbessern. Seine größten Erfolge feierte er jedoch zwei Jahre später bei den Weltmeisterschaften in Moskau, wo er im Mannschaftswettkampf mit der Freien Pistole Bronze gewann und im Mannschaftswettkampf mit der Großkaliberpistole sich den Weltmeistertitel mit der Tschechoslowakei sicherte.
Beruflich war Maxa Dozent an der Fakultät für Sportpädagogik und Sportwissenschaft der Karls-Universität.